# Baldur's Gate
Baldur's Gate je računalna RPG igra smještena u fantasy svijet, izdana u jesen 1998. Na razvoju igre radio je BioWare, a za distribuciju je bio zadužen Interplay Entertainment. Igra se smatra kao jedna od najboljih računalnih igara te tematike. Koristi drugo izdanje Advanced Dungeons & Dragons pravila. Dobila je ekspanziju Tales of the Sword Coast 1999., te nastavak Baldur's Gate II: Shadows of Amn 2000. godine. Tvrtka Beamdog je napravila reizdanje pod nazivom Baldur's Gate: Enhanced Edition, koje je Atari stavio na tržište 2012. godine, kojim prilagođava igru modernim kompjuterskim konfiguracijama i operativnim sustavima, a uključuje sadržaj originalne igre, ekspanziju i nekoliko novih dodataka. Beamdog je razvio i 2016. izdao još jednu ekspanziju, Baldur's Gate: Siege of Dragonspear, koja služi kao most između radnje originalne igre i nastavka Shadows of Amn.

## Radnja igre
Vaš lik i prijateljica Imoen su zajedno proveli djetinjstvo pod patronatom čarobnjaka Goriona u tvrđavi Candlekeep. Tvrđava je pretvorena u knjižnicu, a nalazi se u ruralnoj regiji Sword Coast, južno od grada Baldur's Gate. Radnja počinje skoro potpunim zastojem u proizvodnji željeza u Sword Coastu. Metal dobiven iz izvađenog željeza brzo se počinje raspadati i uskoro željezo počinje biti najvrijedniji resurs u regiji. Vaš mentor Gorion zna što se počinje dešavati ali vam ništa ne govori, već planira s vašim likom uputiti se na sigurnije mjesto. Večer nakon odlaska iz Candlekeepa napada vas iz zasjede grupa bandita pod vodstvom misterioznog lika koji ubija Goriona, nakon što je on odbio predati vašeg lika. Gorionov štićenik bježi u noć i ubrzo pronalazi Imoen, koja ih je potajno pratila od početka puta. Ona se zatim pridružuje glavnom liku.
Okolni gradovi su zatvoreni za pristup - grad Baldur's Gate je zatvoren za strance, zbog straha od pljačkaških bandi, dok Candlekeep zahtjeva od vas posebnu knjigu, kao dozvolu za ulazak. Vaš lik kroz putovanja upoznaje NPC (Non-player characters) likove koji mu se pridružuju i uskoro kreće u potragu za razlogom nestašice željeza u Nashkel rudnike, gdje saznaje za puno dublju zavjeru. U tom rudniku su Koboldi kontaminirali željezo, a iza cijele operacije stoji misteriozna organizacija pod imenom Iron Throne. Ova grupa nastoji steći kontrolu nad Sword Coast regijom, tako što su kompletnu proizvodnju željeza skladištili u jedinom rudniku koji je još u pogonu, u Cloakwood šumi. I naravno, misle snadbijevati samo vlastitu vojsku istim tim željezom, te svojim monopolom povisiti cijenu metalnih proizvoda. Vaš lik sabotira operaciju i proizvodnju u Cloakwood rudniku, čime smanjuje pritisak na Baldur's Gate, nakon čega grad ponovno biva otvoren za strance i putnike. Sada se možete slobodno sukobiti s lokalnom Iron Throne podružnicom.
U Baldur's Gateu, Flaming Fist, organizacija koja u gradu obavlja i poslove gradske garde, traži od vas da još dublje istražite Iron Throne. Kako ne možete pronaći nove dokaze, vraćate se u Candlekeep gdje vam je glavna zadaća špijunirati tajni sastanak vođa Iron Throne organizacije. Puno se toga promijenilo od zadnjeg puta kada ste bili tamo. Saznajete da je Candlekeep bio preuzet jednim dijelom od Doppelgängersa. Tu nailazite i na tajnovitog čovjeka pod imenom Koveras. Poslije odlaska od Koverasa, vaš lik biva optužen za ubojstvo od strane Iron Throne organizacije, nakon čega bježite kroz katakombe koje se nalaze ispod Candlekeepa. Dolaskom u Baldur's Gate saznajete da ste optuženi za ubojstvo Iron Fist službenika, nakon čega počinjete raditi u tajnosti kako biste otkrili istinu i rasvijetlili ulogu čovjeka pod imenom Sarevok. Saznajete da je Sarevok vaš polubrat i da ste djeca boga smrti znanog kao Bhaal. Otkrivate da je Sarevok planirao početi rat između Baldur's Gatea i kraljevstva Amn koje se nalazi na jugu kako bi izazvao pokolj i time postao novi Lord of Murder (bog smrti). Na kraju pobjeđujete Sarevoka i šaljete njegovu dušu natrag Bhaalu.

## Nagrade
IGRA GODINE 1998
- Computer Games Online
- Computer Games Strategy Plus (Computer Games Magazine)
- GameCenter Reader's Choice
- GamesDomain
- Imagine Games Network
- Vault Network

RPG IGRA GODINE 1998
- Vault Network
- Adrenaline Vault
- Computer Games Online
- Computer Gaming World
- Electric Games
- GameCenter
- GameCenter Reader's Choice
- GamesDomain
- Gamespot
- Gamespot Reader's Choice
- Imagine Games Network
- PC Gamer

## Unutarnje poveznice
- Baldur's Gate: Tales of the Sword Coast
- Baldur's Gate: Siege of Dragonspear
- Baldur's Gate II: Shadows of Amn

## Vanjske poveznice
- Arhiva službene stranice Baldur's Gate
- Baldur's Gate recenzija s GameSpot-a
- Arhiva službene stranice Baldur's Gate 2: Shadows of Amn
- Službena stranica Baldur's Gate: Enhanced Edition
- Službena stranica Baldur's Gate: Siege of Dragonspear  Arhivirana inačica izvorne stranice od 21. veljače 2021. (Wayback Machine)
- Widescreen Mod za igre bazirane na Infinity Engineu